# Nội Phố

Vị trí tại Bình Đông

Nội Phố (tiếng Trung: 內埔鄉; bính âm: Nèipù Xiāng) là một hương (xã) của huyện Bình Đông, tỉnh Đài Loan, Trung Hoa Dân Quốc (Đài Loan). Hương nằm trên khu vực đồng bằng và có diện tích 81,8554 km², dân số vào tháng 8 năm 2011 là 57.688 người thuộc 17.914 hộ gia đình, mật độ cư trú đạt 704,8 người/km². Đây là hương đông dân thứ hai trong huyện.